# Vogelhof (Neunkirchen am Brand)
Vogelhof ist ein Gemeindeteil des Marktes Neunkirchen am Brand im Landkreis Forchheim (Oberfranken, Bayern).

## Geografie
Die Einöde im Nordwesten der Gräfenberger Flächenalb liegt etwa dreieinhalb Kilometer ostnordöstlich des Ortszentrums von Neunkirchen auf einer Höhe von 497 m ü. NHN.

## Geschichte
Die Gebäude der Einöde im nördlichen Teil der Gemarkung Großenbuch wurden erst gegen Ende des 19. Jahrhunderts errichtet. Bis zu der kommunalen Gebietsreform in Bayern war Vogelhof ein Gemeindeteil von Großenbuch. Zu Beginn des Jahres 1972 wurde es zusammen mit Großenbuch in den Markt Neunkirchen eingegliedert.